# Liesje Schreinemacher
Elisabeth Schreinemacher, dite Liesje Schreinemacher, née le 13 mai 1983 à Rotterdam, est une femme politique néerlandaise.
Membre du Parti populaire pour la liberté et la démocratie (VVD), elle siège au Parlement européen de 2019 à 2022, lorsqu'elle est nommée ministre  du Commerce extérieur et de la Coopération au développement, un poste de ministre sans portefeuille au sein du ministère des Affaires étrangères, dans le quatrième cabinet de Mark Rutte. Du 1er au 5 septembre 2023, elle assure l'intérim des fonctions de ministre des Affaires étrangères, après la démission de Wopke Hoekstra.
Fin 2023, elle prend un congé de maternité et se retire temporairement du gouvernement.